# Georges Dargouge
Georges Edmond Dargouge, né le 27 mars 1897 dans le 15e arrondissement de Paris et mort le 5 mai 1990 à Boulogne-Billancourt, est un peintre français.

## Biographie
Élève de Fernand Cormon, Charles Fouqueray, Ferdinand Humbert et Pierre Laurens, on lui doit des paysages, des marines, des portraits, des scènes de genre et des nus. Professeur de dessin à l'École polytechnique, il expose au Salon des artistes français dès 1920 et y obtient une médaille de bronze en 1924 et une médaille d'argent en 1929, année où il présente la toile Les Fumées d'Aubusson. 
Il remporte le deuxième second Grand prix de Rome en 1924,.
En 1967 il est lauréat du Prix Thérèse Aubin-Mounier décerné lors du Salon de la Société des artistes français à Paris